# Braun Strowman
Adam Scherr (ur. 6 września 1983 w Sherrills Ford w Karolinie Północnej) – amerykański zawodowy wrestler, aktor i były strongman. Najbardziej znany jest ze swojej kariery w WWE, gdzie występował pod pseudonimem Braun Strowman.
Jest zwycięzcą Money in the bank 2018, meczu Greatest Royal Rumble, oraz jednorazowego Raw Tag Team Champion z Nicholasem. Strowman stał na czele wielu wydarzeń pay-per-view, w tym edycji SummerSlam i Survivor Series w 2017 roku. Wystąpił w eliminacjach w Elimination Chamber 2018, oraz wygrał Greatest Royal Rumble 2018, i Survivor Series 2017. Po debiucie na głównej liście Strowman był związany z rodziną The Wyatt, noszącą czarną owczą maskę.

## Kariera strongmana
Scherr zdobył profesjonalną kartę American Strongman Corporation dzięki wygranej w zawodach NAS US Amateur National Championships, 5 listopada 2011. 4 marca 2012 wygrał Arnold Amateur Strongman World Championships. Dzięki zwycięstwu Scherr otrzymał zaproszenie na Arnold Strongman Classic 2013, które zakończył na ostatnim miejscu. Brał udział w SCL North American Championships w 2012 i zakończył je na piątym miejscu. Uczestniczył w Giants Live Poland 2012, gdzie zdobył siódme miejsce.

## Kariera profesjonalnego wrestlera

### WWE (2013–2021)

#### WWE Performance Center (2013–2015)
12 maja 2013 ogłoszono, że Scherr podpisał kontrakt z federacją wrestlingu WWE i został przydzielony do szkółki WWE Performance Center na Florydzie. Przyjął pseudonim ringowy Braun Stowman. Zadebiutował 19 grudnia 2014 roku podczas live eventu NXT w Jacksonville na Florydzie, gdziei pokonał Chada Gable’a. 2 czerwca 2015 Stowman pojawił się na nagraniach Main Event. Tam pokonał nieznanego wrestlera.

#### The Wyatt Family (2015–2016)
24 sierpnia 2015 zadebiutował w głównym rosterze WWE, już jako Braun Strowman. Zaatakował Deana Ambrose’a i Romana Reignsa, sprzymierzając się z grupą The Wyatt Family, składającej się do tej pory z Braya Wyatta i Luke’a Harpera. 31 sierpnia, w swoim pierwszym pojedynku, pokonał Ambrose’a przez dyskwalifikację. Na gali Night of Champions The Wyatt Family pokonało Ambrose’a, Reignsa i Chrisa Jericho w 6-Man Tag Team matchu. Na TLC: Tables, Ladders and Chairs grupa, wraz z powracającym Erickiem Rowanem, pokonała The Dudley Boyz (Bubbę Raya Dudleya i D-Vona Dudleya), Tommy’ego Dreamera oraz Rhyno w 8-Man Tag Team Elimination matchu.
Strowman walczył w Royal Rumble matchu na gali Royal Rumble; wyeliminował największą liczbę zawodników – 5. Został wyeliminowany przez Brocka Lesnara, po czym, wraz z resztą Wyatt Family, wrócił na ring i wyeliminował Lesnara. Następnej nocy na Raw The Wyatt Family zaatakowało Kane’a po jego walce z Brayem Wyattem, a tydzień później podobny los spotkał Rybacka. 15 lutego The Wyatt Family interweniowało w pojedynku pomiędzy Strowmanem a Big Showem. Do ringu wbiegł Ryback, a następnie spod ringu wyszedł Kane, przebijając matę; wspólnie z Big Showem zdominowali The Wyatt Family. Na gali Fastlane Wyatt Family przegrało 6-Man Tag Team match przeciwko Rybackowi, Kane’owi i Big Showowi, grupa wygrała starcie rewanżowe dzień później na Raw.
Ugrupowanie skonfrontowało się z The Rockiem i Johnem Ceną na WrestleManii 32, a po gali rozpoczęło krótką rywalizację z The League of Nations, która zakończyła się tuż po odniesieniu kontuzji przez Braya Wyatta. Po powrocie w czerwcu The Wyatt Family zaczęło rywalizować z posiadaczami Tag Team Championship The New Day, których pokonali w sześcioosobowym starciu na gali Battleground.

#### Raw (od 2016)
W lipcu, w wyniku WWE Draftu,  Bray Wyatt i Erick Rowan zostali przeniesieni do SmackDown, Strowman natomiast pozostał w rosterze Raw i rozpoczął karierę singlową. W kolejnych tygodniach na Raw Strowman pokonywał różnych jobberów, między innymi Jamesa Ellswortha. 17 października z łatwością pokonał trzech rywali w 3-on-1 Handicap matchu. Po zakończeniu starcia skonfrontował się w ringu z Samim Zaynem, z którym miał zawalczyć tydzień później. Ostatecznie pojedynek nie odbył się z powodu bijatyki przed rozpoczęciem walki. 31 października Strowman wygrał Battle Royal gwarantujący mu miejsce w męskiej reprezentacji Raw w starciu międzybrandowym na gali Survivor Series. Z walki na gali został wyeliminowany przez interwencję ze strony Jamesa Ellswortha, zaś jego drużyna ostatecznie przegrała batalię. Po gali kontynuował rywalizację z Samim Zaynem. Po tym, jak Strowman stwierdził, że Zayn nie wytrzyma z nim w ringu dwóch minut, ogłoszono, że na Roadblock: End of the Line odbędzie się walka z dziesięciominutowym limitem czasowym między rywalami. Zayn zdołał wytrzymać dziesięć minut, wskutek czego wygrał pojedynek. 2 stycznia 2017 Strowman pokonał Zayna w kończącym rywalizację Last Man Standing matchu.
Na gali Royal Rumble zainterweniował w pojedynku o WWE Universal Championship, atakując Romana Reignsa i umożliwiając obronę tytułu Kevinowi Owensowi. Tej samej nocy wziął udział w Royal Rumble matchu jako 7. uczestnik i wyeliminował siedem osób, po czym sam został wyeliminowany przez Barona Corbina. Dobę później podczas Raw zmierzył się z Owensem w pojedynku o Universal Championship; walka zakończyła się po interwencji ze strony Reignsa. W kolejnych tygodniach pokonywał lokalnych wrestlerów, domagając się lepszych przeciwników, a także zaatakował Romana Reignsa podczas jego walki z Samoa Joem. 20 lutego pokonał Big Showa w walce wieczoru Raw. Tydzień później Strowman i Reigns podpisali kontrakt na walkę na Fastlane. Ostatecznie Strowman przegrał pojedynek na gali.
6 marca Strowman wyzwał Reignsa na walkę rewanżową, przemowę przerwał mu jednak The Undertaker. Dwa tygodnie później starcie między Strowmanem a Reignsem zakończyło się bez rezultatu na skutek interwencji Undertakera. Na WrestleManii 33 Strowman wziął udział w André the Giant Memorial Battle Royalu, nie zdołał jednak go wygrać. Dzień później wyzwał Universal Championa Brocka Lesnara na walkę. 10 kwietnia Strowman brutalnie zaatakował Romana Reignsa, dopuszczając się nawet zamknięcia rywala w karetce i wywrócenia pojazdu. Wskutek ataku na rywalu Strowman zyskał spore poparcie fanów, mimo bycia antagonistą. W następnym tygodniu zmierzył się z Big Showem; wykonał na nim Superplex z górnej liny, co spowodowało zapadnięcie się ringu i zakończenie pojedynku bez ogłoszenia zwycięzcy. Tydzień później przegrał Dumpster match z Kalisto, lecz po zakończeniu walki zaatakował przeciwnika, zamknął w śmietniku i zrzucił z rampy. Na gali Payback pokonał powracającego Romana Reignsa. W maju Strowman doznał kontuzji łokcia, która spowodowała zmianę w planach WWE – kontuzjowany miał zmierzyć się z Universal Championem Brockiem Lesnarem podczas gali Great Balls of Fire, walka jednak musiała zostać odwołana. Strowman powrócił 19 czerwca, atakując Romana Reignsa podczas jego walki z Samoa Joem. Wyzwał Reignsa na Ambulance match na Great Balls of Fire i ostatecznie wygrał pojedynek, lecz po jego zakończeniu został zaatakowany i zamknięty w pojeździe; Reigns wsiadł za kierownicę, wjechał na zaplecze i rozbił tył karetki. 17 lipca Strowman zaatakował rywala, odbierając mu szansę za zdobycie miana pretendenckiego do Universal Championship. 7 sierpnia Strowman pokonał Reignsa w Last Man Standing matchu, w walkę interweniował Samoa Joe. Na gali SummerSlam Strowman, Reigns, Joe i Universal Champion Brock Lesnar zmierzyli się ze sobą w Fatal 4-Way matchu o mistrzostwo; z walki zwycięsko wyszedł Lesnar. Podczas kolejnego odcinka Raw Strowman zaatakował Lesnara, a niedługo później ogłoszono walkę na No Mercy między zawodnikami. Na Raw z 11 września przegrał walkę z Johnem Ceną poprzez dyskwalifikację, gdy zaatakował przeciwnika schodkami. Na gali No Mercy nie zdołał odebrać Universal Championship Brockowi Lesnarowi. Następnej nocy zaatakował Curta Hawkinsa, po czym pokonał Deana Ambrose'a w walce singlowej. Strowman później został wmieszany w feud The Miza i Miztourage z powracającą stajnią The Shield. Strowman został zaatakowany przez The Shield, którzy wykonali na nim triple powerbomb na stół komentatorski. Później Strowman dołączył do The Miza. W steel cage'u Strowman pokonał Reingsa dzięki interwencji powracającego Kane’a, który również dołączył do Miza i zamieniając walkę z 3-4 w 3-5 handicap match. Na TLC Strowman przeszedł Face Turn, gdy drużyna odwróciła się od niego i wrzuciła do śmieciarki. Powrócił na Raw 31 października atakując Miza, Curtisa Axela, i powracającego Bo Dallasa. Na RAW, 29 stycznia Strowman pokonał Kane’a i zakwalifikował się do Elimination Chamber matchu, Strowman został wyelimowany, jako ostatni przez Romana Reignsa. Podczas gali Money In The Bank wygrał ladder match mężczyzn i rozpoczął on również rywalizację z Kevinem Owensem, z którym przegrał na Extreme Rules Steel Cage match zrzucając swojego oppoenenta ze szczytu klatki na stół komentatorski, jednak na SummerSlam w walce o walizkę pokonał Owensa i zachował ją. W Main Evencie chciał zrealizować kontrakt po walce Lesnara z Reignsem, jednak został on ogłuszony przez Lesnara. Strowman chciał to powtórzyć na Raw, jednak przeszkodzili mu partnerzy Reignsa z The Shield – Ambrose oraz Rollins. Strowman ostatecznie zrealizował kontrakt na Hell In A Cell w walce z Reignsem, jednak walizki nie wykorzystał, ponieważ walka zakończyła się bez wyniku po interwencji Brocka Lesnara. Następnie Strowman zawarł sojusz z Dolphem Zigglerem i Drew McIntyre’em, którzy prowadzili jako mistrzowie tag team rywalizację z Ambrose’em i Rollinsem. Sojusz ten nie potrwał długo i Strowman wkrótce zaatakował swoich dotychczasowych kompanów. Następnie Strowman był członkiem teamu Raw na Survivor Series i dzięki Strowmanowi czerwona tygodniówka wygrała. Później został zaatakowany przez tymczasowego menadżera Raw Barona Corbina, Bobby’ego Lashleya oraz Drew McIntyre’a, którzy kontuzjowali jego ramię. Na TLC Strowman zmierzył się z Corbinem w stypulacji, że jeśli wygra Strowman, to będzie on pretendentem do pasa Universal i zawalczy o niego z Brockiem Lesnarem na Royal Rumble, a jeśli wygra Corbin to będzie stałym menadżerem Raw. Wygrał Strowman dzięki pomocy m.in. Apollo Crewsa, Chada Gable'a i Bobby’ego Roode’a. Nie zawalczył jedna on z Lesnarem, ponieważ jego kontuzja była poważniejsza niż się wydawało. Na WrestleManii 35 wygrał André the Giant Battle Royal. Miał walczyć ponownie na Money in the Bank o walizkę, ale jego miejsca zajął Sami Zayn, któremu pomagali inni członkowie tej walki. Następnie prowadził rywalizację z Bobbym Lashleyem, która zakończyła się na Extreme Rules wygraną przez Strowmana w Last Man Standing matchu. W sierpniu wygrał z Sethem Rollinsem tytuły Raw Tag Team, które stracili na Clash Of Champions na rzecz Zigglera i Roode’a. W walce wieczoru walczył z Rollinsem o tytuł Universal, ale walkę przegrał. Na początku 2020 roku rywalizował on z Shinsuke Nakamurą o tytuł interkontynentalny, który wygrał na SmackDown 31 stycznia. Przegrał tytuł w Handicap matchu na Elimination Chamber z Samim Zaynem, Cesaro i Nakamurą. Na WrestleManii 36 zawalczył o pas Universal z Goldbergiem. Pierwotnie o pas miał walczyć Reigns, ale wycofał się on z walki z powodu pandemii Covid-19. Strowman zdobył tytuł i następnie rywalizował z Morrisonem oraz Mizem na Backlash, a później ze swoim byłym mentorem z Wyatt Family – Brayem Wyattem. Wyatt odebrał mu tytuł na SummerSlam, nie udało mu się odzyskać pasa na Payback tydzień później w triple threat matchu, który wygrał powracający Roman Reigns. Do końca 2020 nie prowadził większych rywalizacji. Na początku 2021 r. zaczął prowadzić rywalizację z Shane’em McMahonem, który nazywał go głupim. Strowman pokonał go w Steel Cage Matchu na WrestleManii 37. Na WrestleMania Backlash wziął udział w walce o pas WWE, ale przegrał będąc odliczonym przez Lashleya. Niedługo potem, 2 czerwca 2021 roku, został zwolniony z WWE.

### RoH (2021–2022)
11 grudnia 2021 Scherr zadebiutował w federacji Ring of Honor podczas gali RoH: Final Battle PPV pod pseudonimem "The Titan" Adam Scherr.

### Powrót do WWE(2022-2025)
1 września 2022 roku ogłoszono, że Braun Strowman ponownie podpisał kontrakt z WWE. Powrócił 5 września na Raw, atakując uczestników walki tag team. 14 października na SmackDown rozpoczął rywalizację z Omosem, którego pokonał 5 listopada na Crown Jewel. Następnie wziął udział w SmackDown World Cup – pokonał Jindera Mahala, ale przegrał z Ricochetem w półfinale po ingerencji Imperium. Wraz z Ricochetem stworzył sojusz i pokonali Imperium w świątecznej walce. 13 stycznia 2023 roku bez powodzenia wyzwał Gunthera do walki o tytuł Interkontynentalny.
drafcie WWE w 2023 roku Braun Strowman trafił do brandu Raw, ale wkrótce potem przeszedł operację szyi i zrobił przerwę. Krótko pojawił się 25 sierpnia na SmackDown podczas segmentu upamiętniającego zmarłego dzień wcześniej Braya Wyatta. Wrócił do akcji 29 kwietnia 2024 roku na Raw. Latem 2024 roku toczył brutalną rywalizację z 'Big' Bronsonem Reedem, niszcząc m.in. samochody i sprzęt WWE. Ich konflikt zakończył się walką Last Monster Standing 30 września, którą Strowman wygrał dzięki pomocy Setha Rollinsa. Podczas pojedynku doznał jednak kontuzji pachwiny, która znów wykluczyła go z występów.
Braun Strowman powrócił po kontuzji 13 grudnia 2024 roku na SmackDown, gdzie szybko pokonał Carmelo Hayesa. Tydzień później, w programie „The Grayson Waller Effect”, doszło do spięcia z Hayesem, które zakończyło się walką – Strowman przegrał przez wyliczenie. W tym czasie rozpoczął rywalizację z Jacobem Fatu i innymi członkami The Bloodline. 25 stycznia 2025 roku pokonał Fatu przez dyskwalifikację, a 1 lutego wyeliminował go z Royal Rumble, zanim sam został wyrzucony przez Johna Cenę. 4 kwietnia przegrał z Fatu w walce Last Man Standing, co było jego ostatnim pełnoetatowym występem w WWE.
3 maja WWE poinformowało go, że jego kontrakt wygaśnie 31 lipca. Mimo to rozważa się jego powrót w roli częściowego etatowca, mimo że zmaga się z częściowym paraliżem lewej nogi. Jesienią ma poprowadzić program kulinarny „Everything on the Menu with Braun Strowman” w USA Network.

## Życie prywatne
Był związany z profesjonalną zapaśniczką Victorią González, lepiej znaną pod pseudonimem ringowym Raquel Rodriguez. Jest ojcem chrzestnym Knasha Rotundy, syna wrestlera Windhama Rotundy (pseudonim ringowy Bray Wyatt, zm. w 2023) i wrestlerki oraz prezenterki WWE Joseann „JoJo” Offerman.
Jest kibicem drużyny futbolu amerykańskiego Green Bay Packers.
Ma w 15% sparaliżowaną lewą nogę

## Mistrzostwa i osiągnięcia
- Rolling Stone
  - Rookie of the Meh (2015)
- Pro Wrestling Illustrated
  - 34. miejsce rankingu PWI 500 w 2017[68]
  - WWE
    - WWE Raw Tag Team Championship (2 razy) – z Nicholasem i Sethem Rollinsem
    - WWE Greatest Royal Rumble Championship (2018)
    - Money in the Bank (2018)
    - WWE Intercontinental Championship (1 raz)
    - WWE Universal Championship (1 raz)
    - André the Giant Memorial Battle Royal (2019)
    - WWE Year-End Award for Male Superstar of the Year (2018)